# Onthophagus latigena
Onthophagus latigena é uma espécie de insetos coleópteros polífagos pertencente à família Scarabaeidae.
A autoridade científica da espécie é d'Orbigni, tendo sido descrita no ano de 1897.
Trata-se de uma espécie presente no território português.